# Alfred E. Sarasin

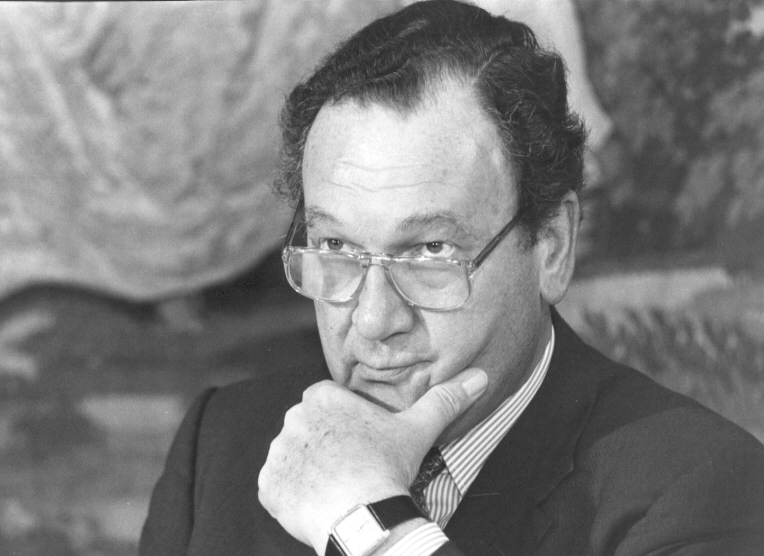
Alfred E. Sarasin (1986)

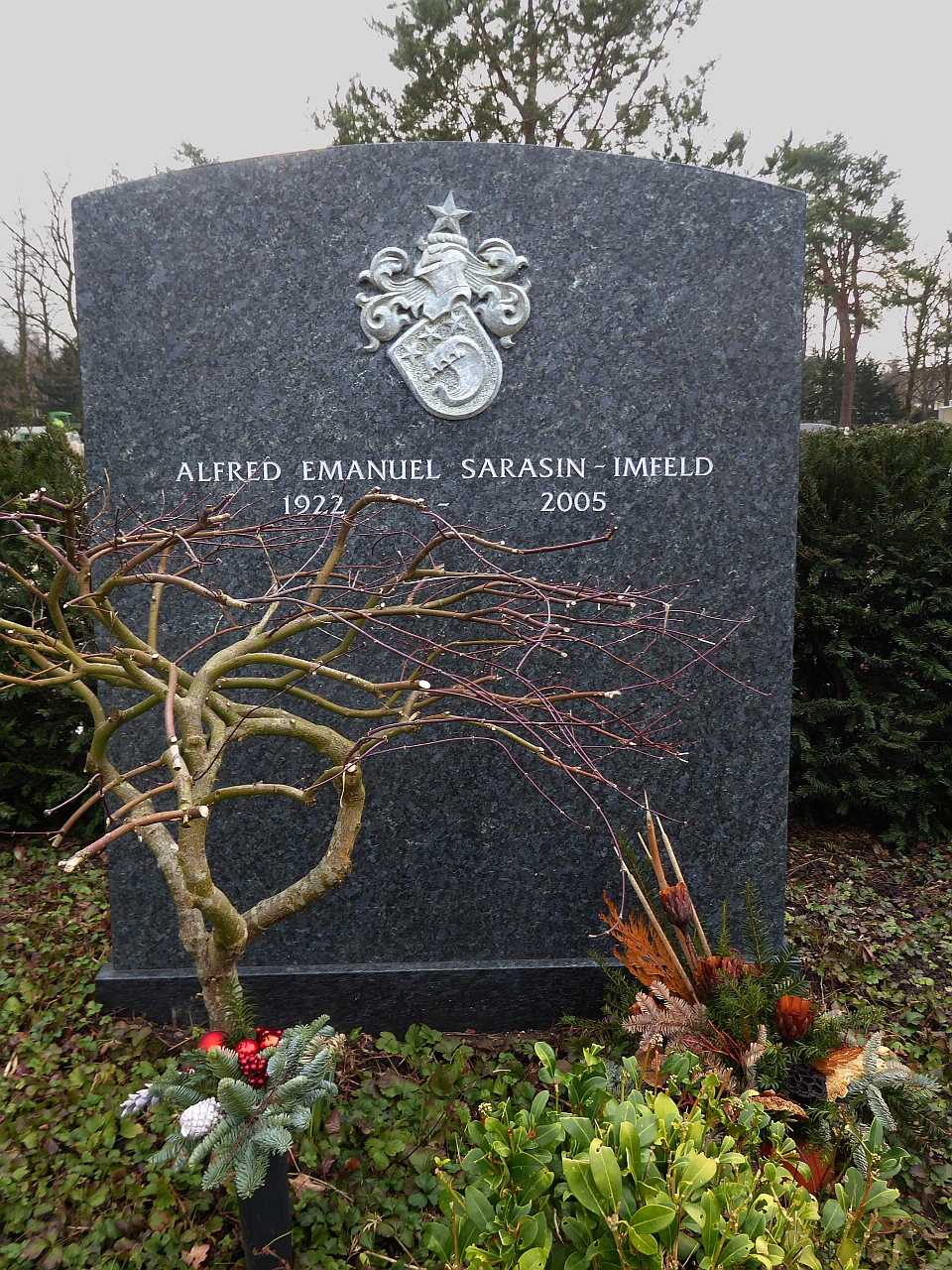
Grab auf dem Friedhof am Hörnli, Riehen, Basel-Stadt

Alfred Emanuel Sarasin (* 13. April 1922 in Basel; † 8. Mai 2005 ebenda) war ein Schweizer Bankier und Politiker.

## Leben
Sein Grossvater war Alfred Sarasin-Iselin. Sein Vater war der Bankier Bernhard Sarasin, der 1950 frühzeitig starb. Alfred E. Sarasin wurde  Nachfolger in der Leitung des Bankhauses Sarasin. Von 1954 bis 2005 engagierte er sich weit über das eigene Geschäft hinaus für das Schweizer Bankwesen, präsidierte von 1965 bis 1986 für die Schweizerische Bankiervereinigung und wurde des Weiteren Präsident des Bankrates der Schweizerischen Nationalbank. 1987 wurde das Unternehmen A. Sarasin & Cie in eine Kommanditaktiengesellschaft mit dem Namen Bank Sarasin & Cie. umgewandelt.
Nach seinem Tod wurde das Bankhaus 2007 von den Bankiers Erik Sarasin, Andreas Sarasin und Yves Sarasin an die niederländische Rabobank verkauft. Die Rabobank verkaufte das Bankhaus wiederum an die Safra Group in Genf.